# Lígia Cortez
Lígia Maria Camargo Silva Cortez (São Paulo, 31 de agosto de  1960) é uma atriz, diretora teatral, arte-educadora e pesquisadora brasileira.
É diretora geral do Célia Helena Centro de Artes e Educação, que reúne a Escola Superior de Artes Célia Helena (ESCH), instituição de ensino superior da área de Artes, e o Teatro-escola Célia Helena (TECH), que oferece formação técnica em Teatro. Dirige também Casa do Teatro, que oferece curso de teatro para crianças e jovens.

## Biografia
Descendente de espanhóis e portugueses, Lígia Cortez é filha dos atores Célia Helena e Raul Cortez. Iniciou suas atividades artísticas aos 16 anos no curso de orientação teatral do Teatro-escola Célia Helena, na época dirigido pela atriz Célia Helena.
Como atriz, trabalhou no teatro, cinema e na televisão, sob direção de artistas nacionais e internacionais como Antunes Filho, David Leddy, Fauzi Arap, Flávio Rangel, José Celso Martinez Corrêa, Ron Daniels, Flávio de Souza, Robert Wilson, Roberto Lage, Hamilton Vaz Pereira e Sérgio Bianchi.
De 1981 a 1984, participou do Grupo de Teatro Macunaíma, sob a direção de Antunes Filho, e representou o Brasil em festivais internacionais de países da América Latina e Europa, entre eles: XIV Festival Iberoamericano de Teatro de Bogotá (Colômbia), Festival of Perth. Perth, Adelaide e Melbourne (Austrália), Olympic Arts Festival (Los Angeles, Estados Unidos), Dublin Theatre Festival (Dublin, Irlanda), Festival Hebbel Theater (Berlim, Alemanha), Holland Festival (Amsterdam, Rotterdam, Haia, Holanda), Festival Cervantino (Cidade do México, Guanajuato, México), V Festival Internacional de Teatro (Caracas, Venezuela), II Festival Internacional de Madrid (Madri, Espanha).
Durante suas viagens, visitou instituições e escolas que mantinham cursos de teatro para a infância e juventude e, em 1983, funda a Casa do Teatro, com um curso de teatro para crianças e jovens da cidade de São Paulo.
De 1999 a 2010, foi coordenadora das atividades teatrais do Museu de Arte Moderna de São Paulo (MAM), instituição com a qual o Célia Helena Centro de Artes e Educação mantém uma parceria de cooperação em iniciativas culturais em artes cênicas. Entre 1999 e 2013, Lígia Cortez foi professora convidada na área de Direção de Atores na Faculdade de Cinema/RTV, na Escola de Comunicação e Artes (ECA), da Universidade de São Paulo (USP).
Lígia Cortez desenvolve pesquisas na área de Artes e Educação e promove ações culturais de internacionalização do teatro brasileiro, valorização do teatro latino-americano e apoio a montagens de obras estrangeiras traduzidas no Brasil. É editora dos livros Conexões: Nova Dramaturgia para Jovens, publicação bilíngue anual do Projeto Conexões, em parceria com British Council, National Theatre London, Cultura Inglesa e Colégio São Luís. O projeto consiste na difusão de peças contemporâneas de dramaturgos brasileiros e ingleses, elaboradas especialmente para a faixa adolescente, e no desenvolvimento de grupos de atores jovens, de 13 a 19 anos, de escolas particulares e públicas que encenam as peças, participando de atividades orientadas pela equipe do Célia Helena Centro de Artes e Educação.
Em 2009, cria a Revista Olhares, da Escola Superior de Artes Célia Helena (ESCH), da qual é editora desde então. A revista expressa o desenvolvimento das pesquisas em Artes Cênicas com traduções de peças latino-americanas ao português e teve como desdobramento iniciativas de difusão cultural, como o “Simpósio de Dramaturgia Brasileira Contemporânea no México” na Cidade do México em 2010. O Simpósio foi idealizado por Lígia Cortez e organizado pela Escola Superior de Artes Célia Helena (ESCH) com o apoio do Ministério das Relações Exteriores do Brasil e da Embaixada do Brasil no México, da UNAM (Universidade Nacional Autónoma del México), da Escola Manuel Bauche Artes Escénicas e do Conselho de Coyoacán.
Lígia Cortez também dirigiu e organizou projetos educacionais em artes na cidade de São Paulo e no interior do Estado, como, por exemplo, participou da implantação e implementação da área de Teatro na Associação Arte Despertar nos projetos sociais: SOS Aldeia, Favela Paraisópolis e IOP, e do trabalho de Artes na Fundação Gol de Letra, dos jogadores de futebol Raí e Leonardo, no projeto Virando o Jogo.

## Carreira

### Teatro
| Ano       | Título                             | Texto | Diretor                             | Grupo / Local |
| --------- | ---------------------------------- | --- | ----------------------------------- | --- |
| 1977      | Ao Acaso das Ruas                  | Criação coletiva baseada nos poemas de Cora Coralina                                                        | Célia Helena                        | Grupo Quem tá vivo sempre aparece / Teatro Célia Helena/SP |
| 1977      | O Reverso da Moeda                 | Criação coletiva                                                                                            | Beto Silveira e Acácio Valim Júnior | Teatro Célia Helena/SP |
| 1979      | Caleidoscópio                      | Criação coletiva                                                                                            | Beto Silveira e Acácio Valim Júnior | Teatro Célia Helena/SP |
| 1980      | A Barra do Jovem                   | Criação coletiva do grupo Quem Tá Vivo Sempre Aparece                                                       | Célia Helena                        | Teatro Célia Helena/SP |
| 1980      | Macunaíma                          | Mário de Andrade                                                                                            | Antunes Filho                       | Grupo Macunaíma / Theatro São Pedro e festivais internacionais |
| 1981      | Nelson Rodrigues, o Eterno Retorno | Encenação a partir dos textos: Álbum de Família, Os Sete Gatinhos e O Beijo no Asfalto, de Nelson Rodrigues | Antunes Filho                       | Grupo Macunaíma / Theatro São Pedro V Festival Internacional de Teatro. Caracas, Venezuela. Lift – London International Festival of Theatre. Londres, Inglaterra |
| 1982      | Amadeus                            | Peter Shaffer                                                                                               | Flávio Rangel                       | Teatro Maria Della Costa |
| 1982      | Macunaíma e Nelson 2 Rodrigues     | | Antunes Filho                       | II Festival Internacional de Madrid. Madri, Espanha. Temporada de 4 semanas no espaço Riverside Studios. Londres, Inglaterra. Dublin Theatre Festival. Dublin, Irlanda. Festival Hebbel Theater. Berlim, Alemanha. Holland Festival. Amsterdam, Rotterdam, Haia. Holanda Festival Cervantino. Cidade do México, Guanajuato, México. Fiestas Grandes. Milão e Roma, Itália. Carré Sylvia Monfort. Paris, França Alabama Hall. Munique, Alemanha. |
| 1984-1985 | O Auto do Frade                    | João Cabral de Melo Neto                                                                                    | Fauzi Arap e Carlos Meceni          | Theatro São Pedro |
| 1984      | Nelson 2 Rodrigues                 | | Antunes Filho                       | Grupo Macunaíma / Temporada: SESC/Anchieta |
| 1984      | Macunaíma e Nelson 2 Rodrigues     | | Antunes Filho                       | Grupo Macunaíma / Festival of Perth. Perth, Adelaide e Melbourne, Austrália. Olympic Arts Festival. Los Angeles, Estados Unidos da América. |
| 1984      | Romeu e Julieta                    | William Shakespeare                                                                                         | Antunes Filho                       | |
| 1985      | Oi, Vento... Tudo Bem?             | Lygia Camargo Silva                                                                                         | Célia Helena                        | Teatro Célia Helena/SP |
| 1988      | Os Pequenos Burgueses              | Máximo Górki                                                                                                | Jorge Takla                         | |
| 1989      | Decifra-me ou Devoro-te            | José Rubens Siqueira e Renato Borghi                                                                        | Roberto Lage                        | Teatro Igreja/SP |
| 1991      | Notícias Silenciosas               | Hamilton Vaz Pereira                                                                                        | Hamilton Vaz Pereira                | |
| 1992      | Tamara                             | John Krizank                                                                                                | Roberto Lage                        | |
| 1992      | De Pernas pro Ar                   | Flávio de Souza                                                                                             | Flávio de Souza                     | Teatro Célia Helena/SP |
| 1998      | Cacilda!                           | José Celso Martinez Corrêa                                                                                  | José Celso Martinez Corrêa          | Teatro Oficina |
| 1999      | Cheque ou Mate                     | Ricardo Semler                                                                                              | Roberto Lage                        | Sala São Luiz |
| 2001      | Rei Lear                           | William Shakespeare                                                                                         | Ron Daniels                         | SESC/Vila Mariana |
| 2003      | Estrelas do Orinoco                | Emilio Carballido                                                                                           |                                     | CCBB – Centro Cultural Banco do Brasil/SP |
| 2005-2004 | A entrevista                       | Samir Yazbek                                                                                                | Marcelo Lazzaratto                  | Circuito SESC/SP e Mostra Universitária de Teatro de Brasília |
| 2007      | A história de Dona Genevra         | Luís Alberto de Abreu                                                                                       | Ednaldo Freire                      | |
| 2009      | Maria Stuart                       | Friedrich Schiller                                                                                          | Antonio Gilberto                    | |
| 2013      | A Dama do Mar                      | Susan Sontag                                                                                                | Robert Wilson                       | SESC/Santos e SESC/Pinheiros |
| 2014      | A Dama do Mar                      | Susan Sontag                                                                                                | Robert Wilson                       | XIV Festival Iberoamericano de Teatro de Bogotá, Colômbia |
| 2014      | Performances: Histórias            | Sonia Goussinsky, Claudia Maria de Vasconcellos, Lucia Oliveira e Lígia Cortez                              | Lígia Cortez                        | Centro de Cultura Judaica |
| 2015      | Colaboração Horizontal             | David Leddy                                                                                                 | David Leddy                         | Auditório de Artes da Escola Superior de Artes Célia Helena (ESCH) |
| 2016      | Garrincha - Uma Ópera de Rua       | Robert Wilson                                                                                               | Robert Wilson                       | SESC/Pinheiros |
| 2017      | Reading With The Ears              | Emily Dickinson                                                                                             |                                     | Sala Cultura Inglesa do Centro Brasileiro Britânico |
| 2017      | No Pântano dos Gatos               | Marina Carr                                                                                                 | Domingos Nunez                      | Centro Brasileiro Britânico |

### Cinema
| Ano  | Título                   | Personagem     | Notas                        |
| ---- | ------------------------ | -------------- | ---------------------------- |
| 1988 | História Familiar        | —              | Curta-metragem               |
| 1991 | Viver a Vida             | —              | Curta-metragem               |
| 1992 | Oswaldianas              | Índia          | Segmento: "A Princesa Radar" |
| 1994 | A Causa Secreta          | —              |                              |
| 1994 | O Efeito Ilha            | Fátima         |                              |
| 1996 | Um Céu de Estrelas       | Repórter       |                              |
| 1998 | Os Três Zuretas          | Mãe de Joaquim |                              |
| 2000 | Cronicamente Inviável    | Motorista      |                              |
| 2002 | O Príncipe               | Miriam         |                              |
| 2004 | Vida de Menina           | Tia Iaiá       |                              |
| 2012 | O Fim do Filme           | —              | Curta-metragem               |
| 2013 | Bonitinha, mas Ordinária | Dona Lígia     |                              |
| 2018 | Alguma Coisa Assim       | Tia Vera       |                              |

### Televisão
| Ano     | Título                             | Personagem                        | Notas                               |
| ------- | ---------------------------------- | --------------------------------- | ----------------------------------- |
| 1991    | A História de Ana Raio e Zé Trovão | Marina                            |                                     |
| 1995    | Castelo Rá Tim Bum                 | Professora Clotinha               | Episódio: "A Escola Vai Até o Nino" |
| 1999    | Vila Madalena                      | Secretária                        |                                     |
| 2002    | Esperança                          | Sílvia                            |                                     |
| 2004    | Metamorphoses                      | Circe                             |                                     |
| 2006    | Páginas da Vida                    | Cecília                           |                                     |
| 2007    | Sete Pecados                       | Amélia                            |                                     |
| 2009    | Som & Fúria                        | Diretora da peça infantil MacBeth | Episódio: "Tempo de Espera"         |
| 2009    | Por Toda Minha Vida                | Lucinha Araújo                    | Episódio: "Cazuza"                  |
| 2009    | Viver a Vida                       | Enfermeira                        | [ 7 ]                               |
| 2015    | Buuu - Um Chamado para a Aventura  | Bárbara                           |                                     |
| 2015    | Sete Vidas                         | Beatriz Soares Viegas             |                                     |
| 2019-21 | Segunda Chamada                    | Dr. Luisa                         | 5 episódios                         |
| 2020    | Hebe                               | Alzira                            |                                     |

## Prêmios e indicações
| Ano  | Prêmio                            | Categoria                | Nomeação                                       | Resultado |
| ---- | --------------------------------- | ------------------------ | ---------------------------------------------- | --------- |
| 1981 | Troféu APCA                       | Atriz revelação          | Macunaíma e Nelson Rodrigues, o Eterno Retorno | Venceu    |
| 1982 | Prêmio El Espectador y La Crítica | Melhor grupo de teatro   | Macunaíma e Nelson Rodrigues, o Eterno Retorno | Venceu    |
| 1999 | Troféu Mambembe                   | Melhor atriz coadjuvante | Cacilda!                                       | Venceu    |
| 2005 | Prêmio Shell                      | Melhor Atriz             | A Entrevista                                   | Indicado  |
| 2006 | Prêmio Jornada SESC de Teatro     | Melhor atriz             | Um Céu de Estrelas                             | Venceu    |